# Sandy Mölling

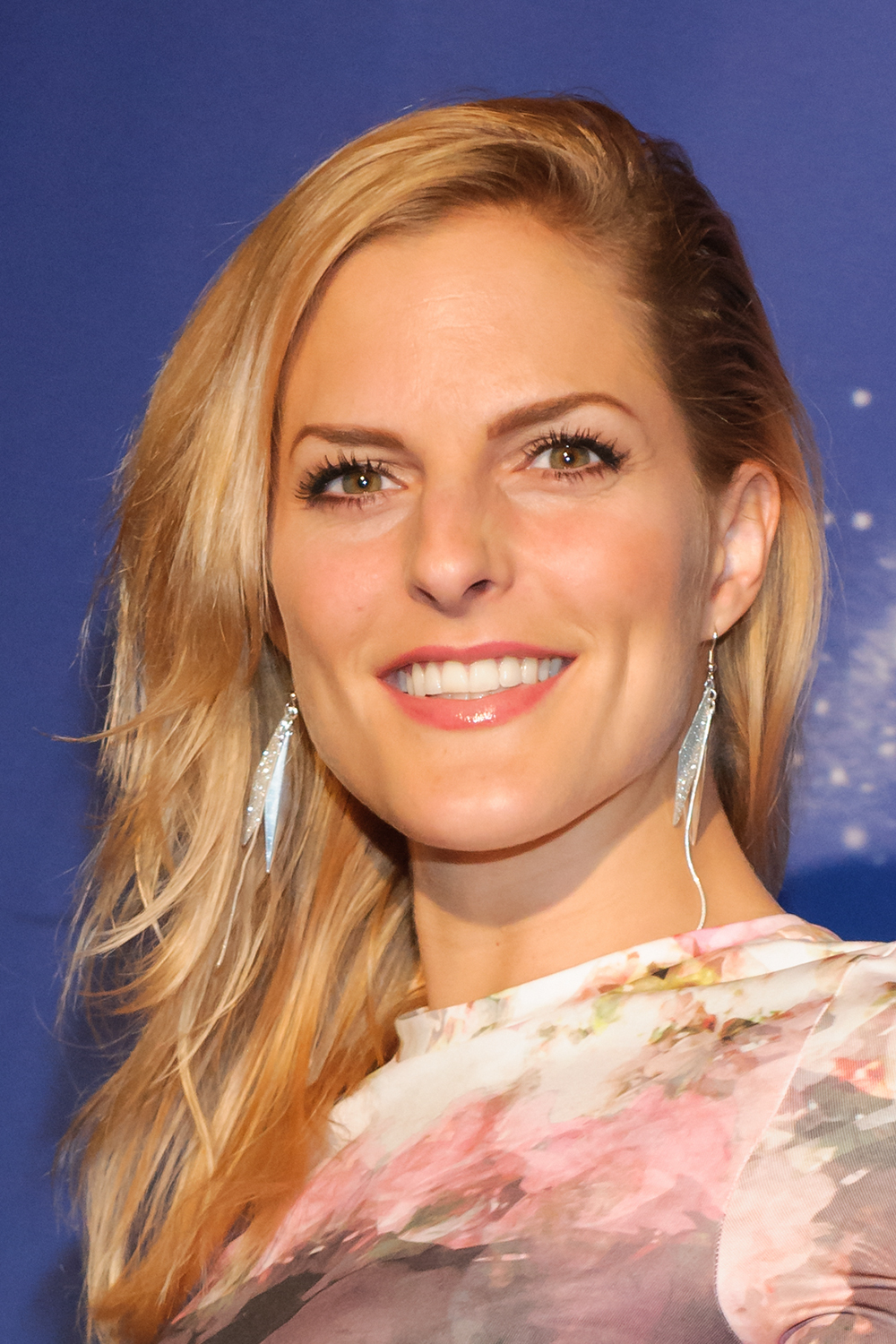
Sandy Mölling (2013)

Sandy Mölling (* 27. April 1981 in Wuppertal) ist eine deutsche Pop- und Musicalsängerin sowie Schauspielerin. Sie wurde als Mitglied der Girlgroup No Angels bekannt.

## Privatleben
Mölling ist Tochter einer Krankenschwester und eines Diplomingenieurs und -physikers, die sich trennten, als sie sechs Jahre alt war. Sie wuchs mit zwei älteren und einem jüngeren Bruder in Wuppertal, Remscheid, Wermelskirchen, im Westerwald und in Koblenz auf. In Koblenz-Karthause ging sie auf die dortige Realschule. Sie erwarb die Mittlere Reife und besuchte dann bis zur 11. Klasse das Gymnasium. Während der Wartezeit auf einen Ausbildungsplatz jobbte sie als Verkäuferin in einem Bekleidungsgeschäft. Diese Stelle gab sie auf, um im Jahr 2000 Mitglied der Girlgroup No Angels zu werden.
Ab 2002 lebte sie in Ratingen und später in Düsseldorf mit ihrem Manager, dem niederländischen Tänzer Renick Bernadina, zusammen. Im März 2009 brachte sie in Koblenz einen gemeinsamen Sohn zur Welt. Im Juli 2009 gaben Mölling und Bernadina ihre Trennung bekannt. Seit Herbst 2009 ist Mölling mit Nasri Atweh, dem kanadischen Musikproduzenten, Songwriter und Sänger der Band Magic, liiert. Die beiden lernten sich bei den Arbeiten zum fünften Studioalbum Welcome to the Dance der No Angels kennen. Aus der Beziehung mit Atweh hat Mölling einen im Oktober 2015 geborenen Sohn. Die Familie lebte für zehn Jahre in Los Angeles und zog aufgrund der politisch-gesellschaftlichen Situation in den USA im Sommer 2025 nach Deutschland.
2019 wurde bekannt, dass Mölling in Los Angeles mit ihrer Schwägerin und einer befreundeten Maklerin beruflich Häuser umbaut. 2020 ließ sie sich zur Stillberaterin und Doula ausbilden.

## Karriere

### No Angels

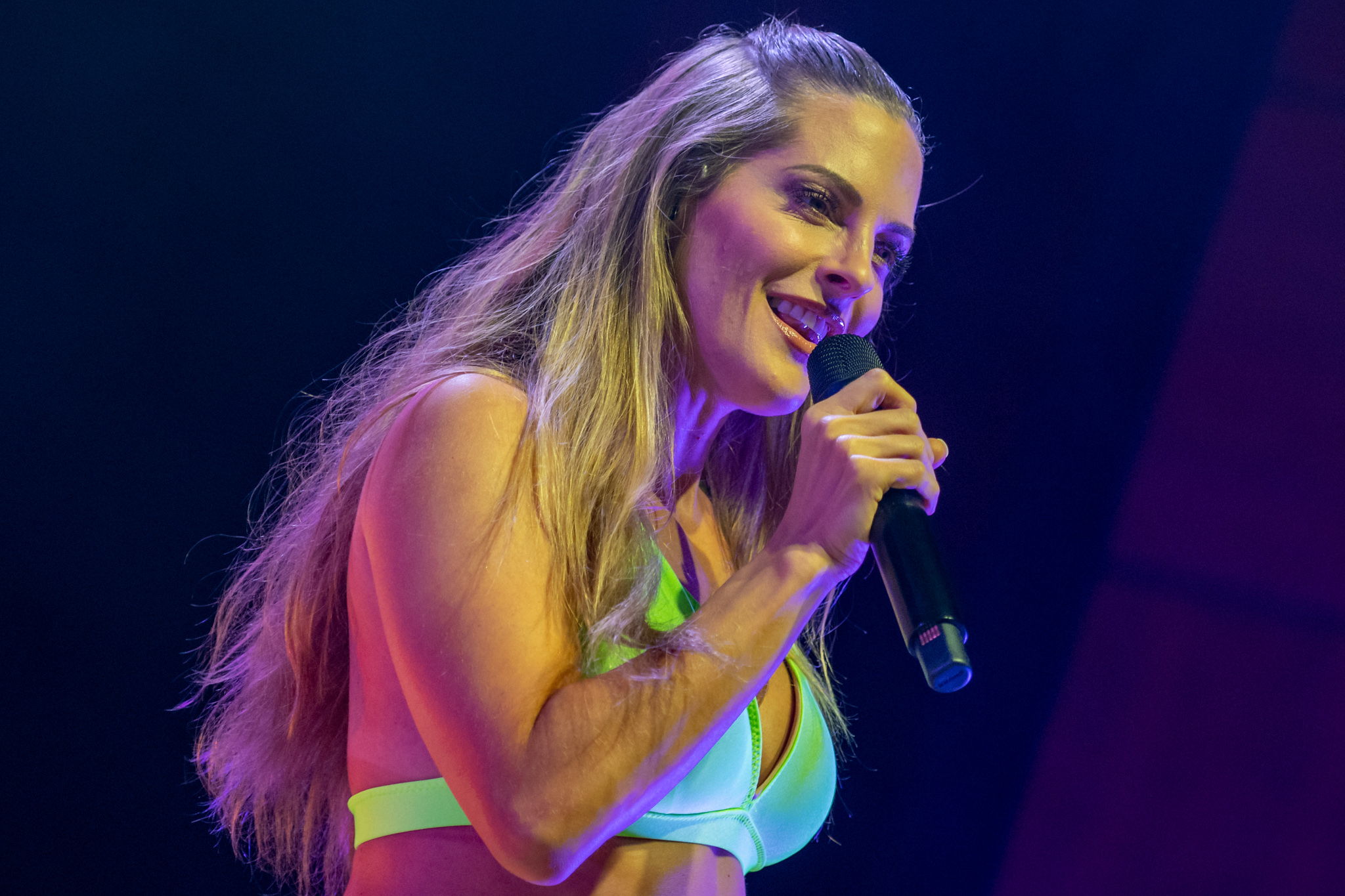
Sandy Mölling (2022)

Mölling bewarb sich in Köln mit dem Song Bohemian Rhapsody von Queen für die Castingshow Popstars des Fernsehsenders RTL II. Nach Absolvierung des Vorsingens, weiterer Auswahlrunden und eines Gesangs- und Tanzworkshops auf Mallorca wurde Mölling gemeinsam mit Nadja Benaissa, Lucy Diakovska, Vanessa Petruo und Jessica Wahls Ende des Jahres 2000 Mitglied der Girlgroup No Angels.
Ende des Jahres 2003 lösten sich die No Angels aufgrund körperlicher Erschöpfung mehrerer Bandmitglieder auf. In einem Interview erklärte Mölling später, dass sie trotz der Belastung gerne weitergemacht hätte. Im Januar 2007 starteten Mölling und drei weitere Gründungsmitglieder ein Comeback. Nach dem Ausstieg von Benaissa im September 2010 traten die No Angels als Trio auf, bevor im Juni 2014 die Trennung der Band bekanntgegeben wurde. Zum 20-jährigen Bandjubiläum veröffentlichten die No Angels im Juni 2021 ihr sechstes Studioalbum. 2022 fand im September und Oktober 2022 die Celebration Tour der No Angels statt, die durch neun Städte in Deutschland führte.
Die No Angels platzierten vier Singles auf Platz eins der deutschen Singlecharts und vier Alben auf Platz eins der deutschen Albumcharts, absolvierten drei Tourneen und wurden mit knapp 20 Musikpreisen ausgezeichnet – darunter 1 Live Krone, Bambi, Comet, Echo, Goldene Kamera und World Music Award. Mit insgesamt über fünf Millionen verkauften Tonträgern ist die Band bis heute die meistverkaufte deutsche Girlgroup aller Zeiten und die erfolgreichste Girlgroup Kontinentaleuropas. Mölling schrieb für die No Angels an dem Song Say Goodbye des zweiten Studioalbums Now… Us!, an den Songs One Life, Up Against the Wall und Young Love des fünften Studioalbums Welcome to the Dance und an We Keep the Spirit Alive und Love You for Eternity des Jubiläumalbums 20 mit.

### Solosängerin
Im Mai 2004 veröffentlichte Mölling ihre erste Single Unnatural Blonde. Der Song erreichte Platz acht der deutschen, Platz 29 der österreichischen und Platz 41 der Schweizer Singlecharts. Im August erschien die Ballade Tell Me, mit der Mölling ihren zweiten Top-10-Hit in Deutschland erreichte. Die Single erreichte Platz zehn in Deutschland, Platz 34 in Österreich und Platz 46 in der Schweiz. Möllings erstes Studioalbum Unexpected erschien im September 2004. Das Album erreichte Platz 13 in den deutschen, Platz 73 in den österreichischen und Platz 91 in den Schweizer Charts. Im gleichen Jahr erhielt Mölling in der Kategorie Pop National den Award als Woman of the Year 2004 der Zeitschrift Maxim.
Im Februar 2005 wurde als dritte und letzte Single aus dem Debütalbum der Titelsong des Albums, Unexpected, in einer Remixversion mit dem Rapper Manuellsen veröffentlicht. Mit dem Song trat Mölling beim Bundesvision Song Contest 2005 von ProSieben für Rheinland-Pfalz an und belegte mit zehn Punkten gemeinsam mit Mamadee, die zusammen mit Gentleman für Nordrhein-Westfalen antrat, den letzten Platz. In den Singlecharts erreichte Unexpected Platz 29 in Deutschland und Platz 52 in Österreich. Da wenige Tage vor ihrem Auftritt beim Bundesvision Song Contest 2005 ihr Stiefvater gestorben war, entschied Mölling, sich für einige Monate aus der Öffentlichkeit zurückzuziehen. In dieser Zeit schrieb sie Songs für ihr zweites Studioalbum. Für das Jahr 2005 wurde Mölling für den Echo in der Kategorie Beste Künstlerin National nominiert. Sie erhielt den Jetix Kids-Award als Heißeste Sängerin des Jahres.
Im April 2006 wurde der deutsche Soundtrack des Films Bambi 2 – Der Herr der Wälder mit drei Liedern von Mölling, Alles lebt, Es fühlt sich nach Frühling an und Through Your Eyes, veröffentlicht. Mitte Mai 2006 veröffentlichte sie über ihre neue Plattenfirma Starwatch Music die Single Crash, eine Coverversion des gleichnamigen Liedes der Primitives aus den 1980er Jahren. Crash erreichte Platz 24 in den deutschen Singlecharts und hielt sich dort neun Wochen. Ihr zweites Studioalbum Frame of Mind erschien Ende Mai. Mölling schrieb an den Songs It’s Over, Gone, Occupied, Living Without You und I Do mit.
Da im Sommer 2006 von Mölling gemeinsam mit drei weiteren Gründungsmitgliedern der No Angels entschieden wurde, im Januar 2007 ein Comeback der No Angels zu starten, wurde das Album zugunsten der Vorbereitungen auf das Comeback nach dessen Veröffentlichung nicht weiter beworben. Das Album erreichte Platz 53 der deutschen Albumcharts. Möllings fünfte Single, die von ihrem verstorbenen Stiefvater handelnde Ballade Living Without You als A-Seite und als B-Seite ein Cover des Songs Sign o' the Times von Prince, erschien Mitte November 2006. Die Single erreichte Platz 36 der deutschen Charts.
Im Oktober 2008 erschien Disneys Dornröschen auf Blu-ray. Der Titelsong Eines Nachts im Traum des Films wurde von Mölling eingesungen. Im Oktober 2014 nahm Mölling gemeinsam mit dem Rap-Duo BLAK R an der Fernsehshow Coke Studio بالعربي teil, die in Ländern der MENA-Region ausgestrahlt wird. In der Show kollaborieren arabische und internationale Künstler miteinander. BLAK R und Mölling nahmen gemeinsam den Song Derailed der No Angels neu auf.

### Musicalsängerin
Seit 2010 spielt Mölling regelmäßig in Musicalproduktionen mit. Für die Rolle des Engels in Vom Geist der Weihnacht wurde Mölling gelobt. Für das Musical Joseph and the Amazing Technicolor Dreamcoat galt sie als „Glückgriff“. Die Aachener Nachrichten überzeugte Mölling durch ihre Bühnenpräsenz und ihr Gesangstalent in Cabaret. Von der Saarbrücker Zeitung wurde Mölling als „perfekt“ für das Musical Paradise of Pain bezeichnet. Regisseur Dieter Wedel lobte Möllings Talent als Tänzerin und Schauspielerin in My Fair Lady. In Chicago wurde sie ebenfalls für ihre schauspielerische Leistung gelobt. Im Musical Die Päpstin spielt sie die Hauptrolle. Für ihre Rolle als Eliza Dolittle wurde sie mit dem Bad Hersfelder Publikumspreis als Beliebteste Schauspielerin ausgezeichnet. Gelobt wird Mölling auch 2025 für ihre Verkörperung der Päpstin Johanna in Die Päpstin in Fulda: „[...] zart und willensstark zugleich, berührend in den stillen Momenten und kraftvoll in den großen Songs“.
| Jahr       | Stück                                        | Rolle            | Ort                                               | Anmerkungen |
| ---------- | -------------------------------------------- | ---------------- | ------------------------------------------------- | --- |
| 2010       | Vom Geist der Weihnacht                      | Engel            | Musical Dome Köln                                 | Es erschien eine Live-Aufnahme des Musicals, inkl. der von Mölling gesungenen Titel Folge mir, Ein Leben lang, Lied eines Engels, Diese Nacht soll niemals enden, Ein Leben lang II, Wir alle sind Engel und Ein neues Leben.  |
| 2011       | Vom Geist der Weihnacht                      | Engel            | Deutsches Theater München und Alte Oper Frankfurt | |
| 2014       | Joseph and the Amazing Technicolor Dreamcoat | Erzählerin       | Freilichtspiele Tecklenburg                       | unter anderem mit Alexander Klaws |
| 2014       | Cabaret                                      | Sally Bowles     | Grenzlandtheater Aachen                           | |
| 2015       | Paradise of Pain                             | Chef-Engel       | Saarländisches Staatstheater Saarbrücken          | |
| 2016       | My Fair Lady                                 | Eliza Dolittle   | Bad Hersfelder Festspiele                         | Auszeichnung mit dem Bad Hersfelder Publikumspreis in der Kategorie Beliebteste Schauspielerin |
| 2017       | My Fair Lady                                 | Eliza Dolittle   | Bad Hersfelder Festspiele                         | unter anderem mit Cusch Jung und Ilja Richter |
| 2019       | Jesus Christ Superstar                       | Maria Magdalena  | Vereinigte Bühnen Wien                            | |
| 2019       | Chicago                                      | Roxie Hart       | Open-Air vor dem Magdeburger Dom                  | bundesweite Schlagzeilen aufgrund einer von Mölling gespielten Bett-Szene |
| 2019       | Die Päpstin                                  | Päpstin Johanna  | Theaterhaus Stuttgart                             | sollte auch im Jahr 2020 stattfinden; Absage wegen COVID-19-Pandemie |
| 2022; 2023 | Zeppelin – Das Musical                       | Lilli van Hoeven | Festspielhaus Füssen                              | Die Lieder des Musicals erschienen auf CD, inkl. der von Mölling gesungenen Titel Du hast mich nie geliebt, Immer noch (mit Kristin Backes, Holly Hylton, Tanja Petrasek) und Lass uns einfach fliegen (mit Mathias Edenborn). |
| 2024       | Wie im Himmel                                | Gabriella        | Bad Hersfelder Festspiele                         | |
| 2025       | Die Päpstin                                  | Päpstin Johanna  | Schlosstheater Fulda                              | |
| 2025       | Wie im Himmel                                | Gabriella        | Bad Hersfelder Festspiele                         | |

### Schauspielerin
Erste Erfahrungen als Schauspielerin machte Mölling im Jahr 2003 im Rahmen eines Gastauftritts im Kinofilm Soloalbum. Im Jahr 2007 übernahm sie in der Sitcom Krügers Woche von ProSieben in einer Episode eine Nebenrolle. Im Jahr 2008 war sie sowohl im Kurzfilm Der Glücksbringer zu sehen als auch in der achtteiligen Comedysendung Sketch for Fun auf Sat.1. In Letztgenannter präsentierte sie gemeinsam mit Ingo Naujoks, Frank Maier und Mirja Regensburg Sketche. Im Jahr 2009 hatte sie in der Folge Disco, Disco eine Episodenrolle in der Sitcom Ein Haus voller Töchter auf Das Vierte.
Seit 2011 nimmt Mölling regelmäßig Schauspielunterricht in Los Angeles, u. a. an der Lynette-McNeill-Acting-School. Im Jahr 2016 kündigte sie an, diesen zu intensivieren. Ihr Schauspieldebüt in den Vereinigten Staaten gab sie im Jahr 2018 in mehreren Kurzfilmen des amerikanischen Filmregisseurs Troy Whitaker – You Need to Wake Up, einer Komödie, sowie in den beiden Dramen Change Is Hard und I’ve Been There Too, in dem sie die Rolle Jessica spielte. 2020 übernahm sie eine Rolle im Kurzfilm Spotted von Seda Anbarci und Shranjay Arora. Der Kurzfilm wurde mit dem Award Best Experimental Film von Top Shorts, einem digitalen Filmfestival für Kurzfilme, ausgezeichnet. Im selben Jahr übernahm Mölling eine Rolle im Film Retrieval von Regisseur Nick Azzaro. Für die amerikanische Organisation Claire Fertility, die sich für Müttergesundheit einsetzt, spielte Mölling die Rolle der Sandy in einem Kurzfilm, der im Rahmen einer Kampagne der Organisation eingesetzt wird. Im Kurzfilm The Decipio spielt sie die Hauptrolle der Rose. Der Film wurde mit mehreren Awards ausgezeichnet. Mölling gewann für ihre Leistung in The Decipio bei den American Filmatic Arts Awards den Award als Best Actress in Short Film. Im Dezember 2022 kam das Drama Reflections of a Broken Memory in die US-amerikanischen Kinos. Mölling spielt darin die Rolle der Judie Wilson.

### Arbeit beim Fernsehen
Von 2004 bis 2005 war Mölling Co-Moderatorin der Musikshow Chart Show – powered by McDonald’s auf ProSieben. Ab August 2004 bildete sie gemeinsam mit Uwe Fahrenkrog-Petersen und Lukas Hilbert die Jury der vierten Staffel der Castingshow Popstars auf ProSieben, in der unter dem Titel Jetzt oder nie! die Band Nu Pagadi gefunden wurde. Im Frühjahr 2006 trat sie beim Fernsehtanzwettbewerb Let’s Dance von RTL an. Gemeinsam mit Profi-Tänzer Roberto Albanese schied sie als Drittplatzierte aus. Im selben Jahr moderierte sie mit Oliver Petszokat und Anastasia Zampounidis drei Ausgaben der RTL-II-Show The Dome.
Ab Mitte November 2007 präsentierte Mölling bei Das Vierte die erste Staffel mit insgesamt zwölf Folgen von Autsch TV … das gibt’s doch gar nicht sowie die Show Sport-Desaster… die spektakulärsten Sportunfälle der Welt. Zeitgleich moderierte sie bei VIVA die Styling-Show Du bist…, in der junge Frauen bei einem Umstyling begleitet werden, sowie die Date-Show Damenwahl. Im Herbst 2008 war sie gemeinsam mit Mark Medlock und Joachim Llambi als Jurymitglied in der sechsteiligen RTL-Show Die singende Firma zu sehen. Im August 2010 moderierte sie zusammen mit Florian Schroeder die vierteilige Show Just the best – Der große Musiktest bei RTL II. Im Herbst 2017 war sie Kandidatin der zweiten Staffel der RTL-Tanzshow Dance Dance Dance. Ihre Tanzpartnerin war Bahar Kizil der Band Monrose. Sie belegten den zweiten Platz hinter Luca Hänni und Prince Damien. Weil sie 2021 Siegerin der ProSieben-Show Die Job-Touristen: Wir lernen jetzt was Richtiges wurde, benannte man einen Platz auf dem Übungsgelände der Staatlichen Feuerwehrschule Würzburg in Sandy-Mölling-Platz um. In der fünften Staffel der ProSieben-Sendung The Masked Singer nahm sie als Raupe Resi teil und belegte den zweiten Platz. 2021 und 2022 nahm sie am Promi-Special von Ninja Warrior Germany – Die stärkste Show Deutschlands teil.

## Soziales und gesellschaftspolitisches Engagement
2004 gründete Mölling Auch Kinder brauchen Urlaub, ein durch Spenden finanziertes Projekt, das Kindern benachteiligter Familien Urlaub auf einem Reiterhof ermöglicht. Im selben Jahr nahm sie an einer Kampagne von PETA gegen das Pelztragen teil. 2013 engagierte sie sich für das Projekt Jugend stärken: Junge Wirtschaft macht mit! der Wirtschaftsjunioren Deutschlands. Auch unterstützt sie den Verein Aktion Tier – Menschen für Tiere. Im Juni 2015 veröffentlichte Mölling das Kinderbuch Pumpel, der Baumzwerg – Auf der Suche nach dem großen Glück: Von der Wichtigkeit einer Familie, das in Zusammenarbeit mit ihrer Mutter Dagmar Sprenger-Fuchs entstand. Seit 2010 ist sie Botschafterin des Kinder- und Jugendhospizes Regenbogenland. Im März 2021 sammelte sie für das Hospiz bei einem Benefizkonzert gemeinsam mit Frank Nimsgern und Dan Lucas Spenden.

## Trivia
- 2015 veröffentlichte Mölling gemeinsam mit ihrer Mutter das Kinderbuch Pumpel, der Baumzwerg – Auf der Suche nach dem großen Glück: Von der Wichtigkeit einer Familie im Verlag DeBehr.
- 2025 wurde sie von den Fernsehzuschauern aus insgesamt 207 ehemaligen Teilnehmern auf Platz 8 der beliebtesten Teilnehmer der Sendung Let’s Dance gewählt.[45]

## Diskografie
Studioalben

| Jahr | Titel Musiklabel                            | Höchstplatzierung, Gesamtwochen, AuszeichnungChartplatzierungen (Jahr, Titel, Musiklabel, Platzierungen, Wochen, Auszeichnungen, Anmerkungen) | Höchstplatzierung, Gesamtwochen, AuszeichnungChartplatzierungen (Jahr, Titel, Musiklabel, Platzierungen, Wochen, Auszeichnungen, Anmerkungen) | Höchstplatzierung, Gesamtwochen, AuszeichnungChartplatzierungen (Jahr, Titel, Musiklabel, Platzierungen, Wochen, Auszeichnungen, Anmerkungen) | Anmerkungen                              |
| Jahr | Titel Musiklabel                            | DE | AT | CH | Anmerkungen                              |
| ---- | ------------------------------------------- | --- | --- | --- | ---------------------------------------- |
| 2004 | Unexpected Cheyenne Records (UMG)           | DE13 (5 Wo.)DE | AT73 (1 Wo.)AT | CH91 (2 Wo.)CH | Erstveröffentlichung: 13. September 2004 |
| 2006 | Frame of Mind Starwatch Entertainment (WMG) | DE53 (1 Wo.)DE | — | — | Erstveröffentlichung: 25. Mai 2006       |

## Filmografie
- 2003: Soloalbum (Kinofilm, Rolle: Anastacia)
- 2004: Der Wixxer (mit den No Angels)
- 2004: Gute Zeiten, schlechte Zeiten (Gastrolle)
- 2007: Krügers Woche (Sitcom, Episodenrolle/Nebenrolle)
- 2008: Sketch for Fun (Comedysendung)
- 2009: Ein Haus voller Töchter – Disco, Disco (Sitcom, Episodenrolle)
- 2022: Reflections of a Broken Memory (Rolle: Judie Wilson)

Kurzfilme
- 2008: Der Glücksbringer
- 2018: You Need to Wake Up[46]
- 2018: I’ve Been There Too[47] (Rolle: Jessica)
- 2018: Change is Hard[48]
- 2020: Spotted[49] (Rolle: Dalphine)
- 2020: Retrieval[50]
- 2020: CLAIRE Presents (Kurzfilm der Organisation CLAIRE Fertility)
- 2021: The Decipio (Rolle: Rose)

Fernsehauftritte als Jurymitglied
- 2004: Popstars – Jetzt oder nie!
- 2008: Die singende Firma

Fernsehauftritte als Kandidatin in Wettbewerbshows
- 2005: Bundesvision Song Contest 2005 (Platz 15)
- 2006: Let’s Dance (Platz 3)
- 2009: Das perfekte Promi-Dinner (Platz 1)
- 2010: Das perfekte Promi-Dinner – No Angels Spezial (Platz 1)
- 2012: Promi Shopping Queen – Style Dich für ein Date mit George Clooney (Platz 2)
- 2017: Dance Dance Dance (Platz 2)
- 2021: Die Job-Touristen: Wir lernen jetzt was Richtiges (Platz 1)
- 2021: The Masked Singer (Platz 2)
- 2021: Ninja Warrior Promi-Special (Platz 6)
- 2022:  Ninja Warrior Promi-Special
- 2025: Die Verräter – Vertraue Niemandem!

## Moderation
- 2004–2005: Chart Show – powered by McDonald’s (ProSieben, Co-Moderatorin)
- 2006: The Dome (RTL II, drei Ausgaben mit Oliver Petszokat und Anastasia Zampounidis)
- 2006–2008: Du bist… (VIVA)
- 2007–2008: Damenwahl (VIVA)
- 2007: Autsch TV … das gibt’s doch gar nicht (Das Vierte)
- 2008–2010: Sport-Desaster… die spektakulärsten Sportunfälle der Welt (Das Vierte)
- 2010: Just the Best – Der große Musiktest (RTL II, mit Florian Schroeder)

## Auszeichnungen
- 2004: Maxim – Woman of the Year in der Kategorie Pop National
- 2005: Jetix-Kids-Award – Heißeste Sängerin des Jahres
- 2016: Zuschauerpreis der Bad Hersfelder Festspiele für ihre Rolle als Eliza Doolittle in My Fair Lady[51]
- 2021: American Filmatic Arts Awards – Best Actress in Short Film (für ihre Rolle in The Decipio)[36]